# Canton de la Vallée de l'Agly
Le canton de la Vallée de l'Agly est une circonscription électorale française du département des Pyrénées-Orientales créée par le décret du 26 février 2014 et entrée en vigueur lors des premières élections départementales suivant la publication du décret.

## Histoire
Un nouveau découpage cantonal des Pyrénées-Orientales entre en vigueur à l'occasion des élections départementales de 2015. Il est défini par le décret du 26 février 2014, en application des lois du 17 mai 2013 (loi organique 2013-402 et loi 2013-403). Les conseillers départementaux sont, à compter de ces élections, élus au scrutin majoritaire binominal mixte. Les électeurs de chaque canton élisent au Conseil départemental, nouvelle appellation du Conseil général, deux membres de sexe différent, qui se présentent en binôme de candidats. Les conseillers départementaux sont élus pour 6 ans au scrutin binominal majoritaire à deux tours, l'accès au second tour nécessitant 12,5 % des inscrits au 1er tour. En outre la totalité des conseillers départementaux est renouvelée. Ce nouveau mode de scrutin nécessite un redécoupage des cantons dont le nombre est divisé par deux avec arrondi à l'unité impaire supérieure si ce nombre n'est pas entier impair, assorti de conditions de seuils minimaux. Dans les Pyrénées-Orientales, le nombre de cantons passe ainsi de 31 à 17.
Le nouveau canton de la Vallée de l'Agly est formé de communes des anciens cantons de Saint-Paul-de-Fenouillet (11 communes), de Sournia (11 communes), de Latour-de-France (10 communes) et de Rivesaltes (6 communes). Avec ce redécoupage administratif, le territoire du canton s'affranchit des limites d'arrondissements, avec 13 communes incluses dans l'arrondissement de Perpignan et 25 dans celui de Prades. Le bureau centralisateur est situé à Rivesaltes.

## Représentation
| Période élective | Période élective | Mandat | Mandat   | Identité        | Nuance | Nuance | Qualité                                                                      |
| ---------------- | ---------------- | ------ | -------- | --------------- | ------ | ------ | ---------------------------------------------------------------------------- |
| 2015             | 2021             | 2015   | 2021     | Lola Beuze      |        | PCF    | Maçon, ancienne conseillère municipale de Pia                                |
| 2015             | 2021             | 2015   | 2021     | Charles Chivilo |        | PRG    | Céramiste, maire de Maury                                                    |
| 2021             | 2028             | 2021   | en cours | Lola Beuze      |        | PCF    | Conseillère sortante                                                         |
| 2021             | 2028             | 2021   | en cours | Charles Chivilo |        | PRG    | Conseiller sortant, Président de la Communauté de communes Agly-Fenouillèdes |

### Résultats détaillés

#### Élections de mars 2015
À l'issue du 1er tour des élections départementales de 2015, trois binômes sont en ballottage : André Bascou et Marie-Claude Conte Gregoire (DVD, 31,1 %), Lola Beuze et Charles Chivilo (Union de la Gauche, 30,76 %) et Florence Jurado et Robert Olives (FN, 29,01 %). Le taux de participation est de 57,83 % (12 346 votants sur 21 349 inscrits) contre 55,72 % au niveau départemental et 50,17 % au niveau national.
Au second tour, Lola Beuze et Charles Chivilo (Union de la Gauche) sont élus avec 36,95 % des suffrages exprimés et un taux de participation de 62,45 % (4 739 voix pour 13 327 votants et 21 339 inscrits).
Charles Chivilo est membre du MRSL.

#### Élections de juin 2021
Le premier tour des élections départementales de 2021 est marqué par un très faible taux de participation (33,26 % au niveau national). Dans le canton de la Vallée de l'Agly, ce taux de participation est de 35,74 % (7 834 votants sur 21 922 inscrits) contre 35,53 % au niveau départemental. À l'issue de ce premier tour, deux binômes sont en ballottage : Lola Beuze et Charles Chivilo (Union à gauche, 37,65 %) et Agnès Bachelet et Gilles Foxonet (RN, 36,86 %).
Le second tour des élections est marqué une nouvelle fois par une abstention massive équivalente au premier tour. Les taux de participation sont de 34,36 % au niveau national, 38,03 % dans le département et 38,24 % dans le canton de la Vallée de l'Agly. Lola Beuze et Charles Chivilo (Union à gauche) sont élus avec 56,18 % des suffrages exprimés (4 409 voix pour 8 384 votants et 21 925 inscrits),,.

## Composition
Le nouveau canton de la Vallée de l'Agly comprend trente-huit communes entières.
| Nom                                | Code Insee | Intercommunalité                    | Superficie (km2) | Population (dernière pop. légale) | Densité (hab./km2) | Modifier                                    |
| ---------------------------------- | ---------- | ----------------------------------- | ---------------- | --------------------------------- | ------------------ | ------------------------------------------- |
| Rivesaltes (bureau centralisateur) | 66164      | CU Perpignan Méditerranée Métropole | 28,76            | 9 151 (2022)                      | 318                | modifier les données · modifier les données |
| Ansignan                           | 66006      | CC Agly Fenouillèdes                | 7,84             | 168 (2022)                        | 21                 | modifier les données · modifier les données |
| Arboussols                         | 66007      | CC Conflent Canigó                  | 14,08            | 130 (2022)                        | 9,2                | modifier les données · modifier les données |
| Bélesta                            | 66019      | CC Roussillon Conflent              | 20,52            | 241 (2022)                        | 12                 | modifier les données · modifier les données |
| Campoussy                          | 66035      | CC Agly Fenouillèdes                | 17,04            | 42 (2022)                         | 2,5                | modifier les données · modifier les données |
| Caramany                           | 66039      | CC Agly Fenouillèdes                | 14,00            | 130 (2022)                        | 9,3                | modifier les données · modifier les données |
| Cases-de-Pène                      | 66041      | CU Perpignan Méditerranée Métropole | 13,38            | 978 (2022)                        | 73                 | modifier les données · modifier les données |
| Cassagnes                          | 66042      | CU Perpignan Méditerranée Métropole | 15,16            | 290 (2022)                        | 19                 | modifier les données · modifier les données |
| Caudiès-de-Fenouillèdes            | 66046      | CC Agly Fenouillèdes                | 36,45            | 585 (2022)                        | 16                 | modifier les données · modifier les données |
| Espira-de-l'Agly                   | 66069      | CU Perpignan Méditerranée Métropole | 26,77            | 3 525 (2022)                      | 132                | modifier les données · modifier les données |
| Estagel                            | 66071      | CU Perpignan Méditerranée Métropole | 20,83            | 2 124 (2022)                      | 102                | modifier les données · modifier les données |
| Feilluns                           | 66076      | CC Agly Fenouillèdes                | 6,61             | 60 (2022)                         | 9,1                | modifier les données · modifier les données |
| Fenouillet                         | 66077      | CC Agly Fenouillèdes                | 18,76            | 96 (2022)                         | 5,1                | modifier les données · modifier les données |
| Fosse                              | 66083      | CC Agly Fenouillèdes                | 4,43             | 46 (2022)                         | 10                 | modifier les données · modifier les données |
| Lansac                             | 66092      | CC Agly Fenouillèdes                | 5,20             | 91 (2022)                         | 18                 | modifier les données · modifier les données |
| Latour-de-France                   | 66096      | CC Agly Fenouillèdes                | 13,94            | 1 044 (2022)                      | 75                 | modifier les données · modifier les données |
| Lesquerde                          | 66097      | CC Agly Fenouillèdes                | 15,67            | 142 (2022)                        | 9,1                | modifier les données · modifier les données |
| Maury                              | 66107      | CC Agly Fenouillèdes                | 34,63            | 780 (2022)                        | 23                 | modifier les données · modifier les données |
| Montner                            | 66118      | CU Perpignan Méditerranée Métropole | 10,98            | 328 (2022)                        | 30                 | modifier les données · modifier les données |
| Opoul-Périllos                     | 66127      | CU Perpignan Méditerranée Métropole | 50,53            | 1 218 (2022)                      | 24                 | modifier les données · modifier les données |
| Pézilla-de-Conflent                | 66139      | CC Agly Fenouillèdes                | 6,85             | 37 (2022)                         | 5,4                | modifier les données · modifier les données |
| Planèzes                           | 66143      | CC Agly Fenouillèdes                | 6,16             | 96 (2022)                         | 16                 | modifier les données · modifier les données |
| Prats-de-Sournia                   | 66151      | CC Agly Fenouillèdes                | 8,01             | 77 (2022)                         | 9,6                | modifier les données · modifier les données |
| Prugnanes                          | 66152      | CC Agly Fenouillèdes                | 13,51            | 97 (2022)                         | 7,2                | modifier les données · modifier les données |
| Rabouillet                         | 66156      | CC Agly Fenouillèdes                | 19,21            | 87 (2022)                         | 4,5                | modifier les données · modifier les données |
| Rasiguères                         | 66158      | CC Agly Fenouillèdes                | 13,72            | 166 (2022)                        | 12                 | modifier les données · modifier les données |
| Saint-Arnac                        | 66169      | CC Agly Fenouillèdes                | 6,60             | 101 (2022)                        | 15                 | modifier les données · modifier les données |
| Saint-Martin-de-Fenouillet         | 66184      | CC Agly Fenouillèdes                | 10,72            | 48 (2022)                         | 4,5                | modifier les données · modifier les données |
| Saint-Paul-de-Fenouillet           | 66187      | CC Agly Fenouillèdes                | 43,90            | 1 740 (2022)                      | 40                 | modifier les données · modifier les données |
| Salses-le-Château                  | 66190      | CC Corbières Salanque Méditerranée  | 71,28            | 3 888 (2022)                      | 55                 | modifier les données · modifier les données |
| Sournia                            | 66198      | CC Agly Fenouillèdes                | 29,99            | 480 (2022)                        | 16                 | modifier les données · modifier les données |
| Tarerach                           | 66201      | CC Conflent Canigó                  | 8,16             | 43 (2022)                         | 5,3                | modifier les données · modifier les données |
| Tautavel                           | 66205      | CU Perpignan Méditerranée Métropole | 53,47            | 911 (2022)                        | 17                 | modifier les données · modifier les données |
| Trévillach                         | 66215      | CC Conflent Canigó                  | 17,24            | 188 (2022)                        | 11                 | modifier les données · modifier les données |
| Trilla                             | 66216      | CC Agly Fenouillèdes                | 8,96             | 77 (2022)                         | 8,6                | modifier les données · modifier les données |
| Vingrau                            | 66231      | CU Perpignan Méditerranée Métropole | 32,12            | 541 (2022)                        | 17                 | modifier les données · modifier les données |
| Vira                               | 66232      | CC Agly Fenouillèdes                | 12,96            | 28 (2022)                         | 2,2                | modifier les données · modifier les données |
| Le Vivier                          | 66234      | CC Agly Fenouillèdes                | 12,90            | 66 (2022)                         | 5,1                | modifier les données · modifier les données |
| Canton de la Vallée de l'Agly      | 6615       |                                     | 751,34           | 29 840 (2022)                     | 40                 | modifier les données                        |

## Démographie
En 2022, le canton comptait 29 840 habitants, en évolution de +3,51 % par rapport à 2016 (Pyrénées-Orientales : +3,92 %, France hors Mayotte : +2,11 %).
| 2013   | 2018   | 2022   |
| ------ | ------ | ------ |
| 28 316 | 28 913 | 29 840 |